# 丸山紗季
丸山 紗季（まるやま さき、1991年12月23日 - ）は、日本の女子ビーチバレー選手、元インドアバレーボール選手。

## 来歴
神奈川県横浜市出身。2人姉妹の次女。中学1年生のとき、両親と姉の影響を受けて自身もバレーボールを始める。

### インドア時代
2014年3月6日、VチャレンジリーグのKUROBEアクアフェアリーズに入団内定。同期入団は和才奈々美ら。
2017年6月1日、KUROBEアクアフェアリーズのキャプテンに就任。
2019年7月、V・サマーリーグにおいてリベロとして出場。
2021年4月12日、KUROBEアクアフェアリーズ公式サイトにて、チームからの退団と現役引退が発表された。

### ビーチ時代
2022年4月、しながわシティビーチバレーボールクラブに入団し、ビーチバレーへの転向を発表した。転向1年目は辻村りことペアを組む。

## 選手としての特徴
- 2019年11月23日デンソー戦後の会見で監督の丸山貴也は「身長もそんなにないですし、決して器用な選手ではないですが、チームをまとめる力を発揮してくれている」と評価した[8]。

## 人物・エピソード
- 実父はKUROBEアクアフェアリーズで2018年から2022年まで監督を務めた丸山貴也。
- 実母は1984年ロサンゼルスオリンピックに日本代表のキャプテンとして出場し、銅メダルを獲得した丸山由美（旧姓江上）[9]。
- 2023年1月15日に有明アリーナで行われたB3.LEAGUEの東京ユナイテッドBC VS 金沢武士団戦の試合終了後に東京ユナイテッドの竹内峻アシスタントコーチより公開プロポーズを受け快諾、婚約が成立した[10]。2月23日入籍[Instagram 1]。

## 所属チーム
- 横浜市立奈良小学校[2]
- 横浜市立奈良中学校[2]
- 神奈川県立大和南高等学校[1]
- 日本体育大学[1]
- KUROBEアクアフェアリーズ #15 → #1（2014-2021年）
- しながわシティビーチバレーボールクラブ（2022年-）

## 受賞歴
- V.LEAGUE Division1 2018/2019：フェアプレー賞[facebook 1]

## 個人成績
V.LEAGUEの個人成績は下記の通り（交流戦・プレーオフを含む）。
| シーズン        | 所属            | 出場   | 出場     | アタック | アタック | アタック | アタック | バックアタック | バックアタック | バックアタック | バックアタック | アタック決定本数 | ブロック | ブロック   | サーブ | サーブ     | サーブ | サーブ | サーブ | サーブ | サーブレシーブ | サーブレシーブ | サーブレシーブ | 総得点 |
| --------------- | --------------- | ------ | -------- | -------- | -------- | -------- | -------- | -------------- | -------------- | -------------- | -------------- | ---------------- | -------- | ---------- | ------ | ---------- | ------ | ------ | ------ | ------ | -------------- | -------------- | -------------- | ------ |
| シーズン        | 所属            | 試合数 | セット数 | 打数     | 得点     | 失点     | 決定率   | 打数           | 得点           | 失点           | 決定率         | セット平均       | 得点     | セット平均 | 打数   | ノータッチ | エース | 失点   | 効果   | 効果率 | 受数           | 成功           | 成功率         | 総得点 |
| V1 2020-21      | KUROBE          | 24     | 56       | 8        | 2        | 0        | 25.0     | 0              | 0              | 0              | -              | 0.04             | 0        | -          | 74     | 0          | 0      | 10     | 23     | 4.4    | 56             | 37             | 44.6           | 2      |
| VCM 2020-21     | KUROBE          | 2      | 6        | 0        | 0        | 0        | -        | 0              | 0              | 0              | -              | -                | 0        | -          | 16     | 0          | 1      | 2      | 5      | 10.9   | 0              | 0              | -              | 1      |
| V1 2019-20      | KUROBE          | 24     | 69       | 70       | 16       | 1        | 22.9     | 0              | 0              | 0              | -              | 0.23             | 7        | 0.10       | 119    | 1          | 2      | 15     | 35     | 6.7    | 110            | 62             | 43.6           | 26     |
| V1 2018-19      | KUROBE          | 22     | 71       | 369      | 136      | 26       | 36.9     | 3              | 1              | 0              | 33.3           | 1.92             | 21       | 0.30       | 205    | 1          | 7      | 11     | 63     | 10.2   | 31             | 12             | 32.3           | 165    |
| VC1 2017/18     | KUROBE          | 18     | 55       | 113      | 40       | 5        | 35.4     | 0              | 0              | 0              | -              | 0.73             | 6        | 0.11       | 133    | 2          | 4      | 8      | 44     | 11.3   | 34             | 21             | 52.9           | 52     |
| VC1 2016/17     | KUROBE          | 21     | 51       | 147      | 54       | 11       | 36.7     | 2              | 0              | 1              | 0.0            | 1.06             | 7        | 0.14       | 132    | 4          | 2      | 12     | 58     | 13.3   | 112            | 67             | 59.8           | 67     |
| VC1 2015/16     | KUROBE          | 21     | 53       | 147      | 41       | 9        | 27.9     | 0              | 0              | 0              | -              | 0.77             | 22       | 0.42       | 142    | 2          | 8      | 11     | 64     | 16.4   | 64             | 37             | 57.8           | 73     |
| VC 2014/15      | KUROBE          | 18     | 51       | 93       | 33       | 5        | 35.5     | 1              | 0              | 0              | 0.0            | 0.65             | 13       | 0.25       | 27     | 0          | 1      | 2      | 11     | 12.0   | 65             | 35             | 53.8           | 47     |
| 通算：8シーズン | 通算：8シーズン | 124    | 350      | 939      | 320      | 57       | 34.1     | 6              | 1              | 1              | 16.7           | 0.91             | 76       | 0.22       | 758    | 10         | 24     | 59     | 275    | 11.6   | 416            | 234            | 51.7           | 430    |

## 出演

### YouTube
【公式】KUROBEアクアフェアリーズ 
- 富山トヨタ✖️KUROBEアクアフェアリーズ（2020年7月31日）
- KUROBEアクアフェアリーズ＃１丸山紗季（2020年6月8日）

### Twitter
富山トヨタ自動車 
- ムービー撮影に、KUROBEアクアフェアリーズのみなさんが参加してくれました（2020年7月22日）

### ラジオ
AQUA BEAR 
- 2017年05月18日 放送分
- 2017年10月26日 放送分
- 2018年02月22日 放送分
- 2018年04月05日 放送分
- 2018年05月31日 放送分
- 2018年07月05日 放送分
- 2018年08月09日 放送分
- 2018年09月27日 放送分
- 2018年10月11日 放送分
- 2018年11月15日 放送分
- 2018年12月20日 放送分
- 2019年04月11日 放送分
- 2019年05月23日 放送分
- 2019年06月20日 放送分
- 2019年07月25日 放送分
- 2019年08月29日 放送分
- 2019年10月10日 放送分
- 2019年12月19日 放送分
- 2020年01月30日 放送分
- 2020年04月02日 放送分
- 2020年05月07日 放送分
- 2020年06月11日 放送分
- 2020年08月06日 放送分
- 2020年10月15日 放送分
- 2020年12月03日 放送分
- 2021年01月07日 放送分
- 2021年02月18日 放送分
- 2021年04月01日 放送分

### 雑誌
- 02マガジン 11月号（北日本新聞出版）

## 関係のある人物
| 横浜市立奈良中学校時代のチームメイト - 服部梨花（1990年生） | 神奈川県立大和南高等学校時代のチームメイト - 石井美樹（1989年生） - 二見梓（1992年生） | 日本体育大学時代のチームメイト - 中村亜友美（1990年生） - 和才奈々美（1991年生） - 島畑奈緒子（1993年生） - 小幡真子（1992年生） - 島畑奈緒子（1993年生） - 中川千世（1993年生） - 柴田真果（1994年生） - 中屋夏澄（1994年生） |